# Friedrich Zelle
Friedrich Zelle (Berlín, 24 de gener de 1845 - 9 de setembre de 1927) fou un compositor alemany.
Estudià el piano amb Kullak i la composició amb Geyer i Bellermann. Fou professor i director de cors en l'Escola Humboldt, i el 1893 assumí la direcció d'una de les Reials Escoles de Música de Berlín, donant, a més, cursos d'història de l'art en la mencionada Acadèmia Humboldt.
És autor d'una excel·lent sèrie d'obres d'història de la Música, titulades:
- Beiträge zur Geschichte der älteste deutschen Oper, (1889-93),
- Joh, Theile und N.-A Strungk, (1891),
- Die Singweisen der Áltesten evangelische Lieder, (1895-1900),
- Theorie der Musik, (1880),
- Das erste evangelische Choralbuch, (1903),
- Das älteste lutherische Hausgesangbuch, (1903),
- Ballettstücke aus Keiserschen Opern, (1890), també va publicar, a més, edicions revisades del Lustgarten, de Hans Leo Hassler (1887); d'una Choralkantate, de Franck (1890); de l'òpera Jodelet, de Reinhard Keiser (1892), i d'una Passió, de Sebastiani (1904), i una altra de Johann Theile (1904).